# La Combe-de-Lancey
La Combe-de-Lancey – miejscowość i gmina we Francji, w regionie Owernia-Rodan-Alpy, w departamencie Isère.
Według danych na rok 1990 gminę zamieszkiwały 452 osoby, a gęstość zaludnienia wynosiła 24 osób/km² (wśród 2880 gmin regionu Rodan-Alpy La Combe-de-Lancey plasuje się na 1188. miejscu pod względem liczby ludności, natomiast pod względem powierzchni na miejscu 555.).
Od lat 50. XX wieku zamieszkiwał tu polski pisarz i filozof Stanisław Vincenz. 
W Musee rural znajduje się poświęcona mu ekspozycja.